# Signaallamp

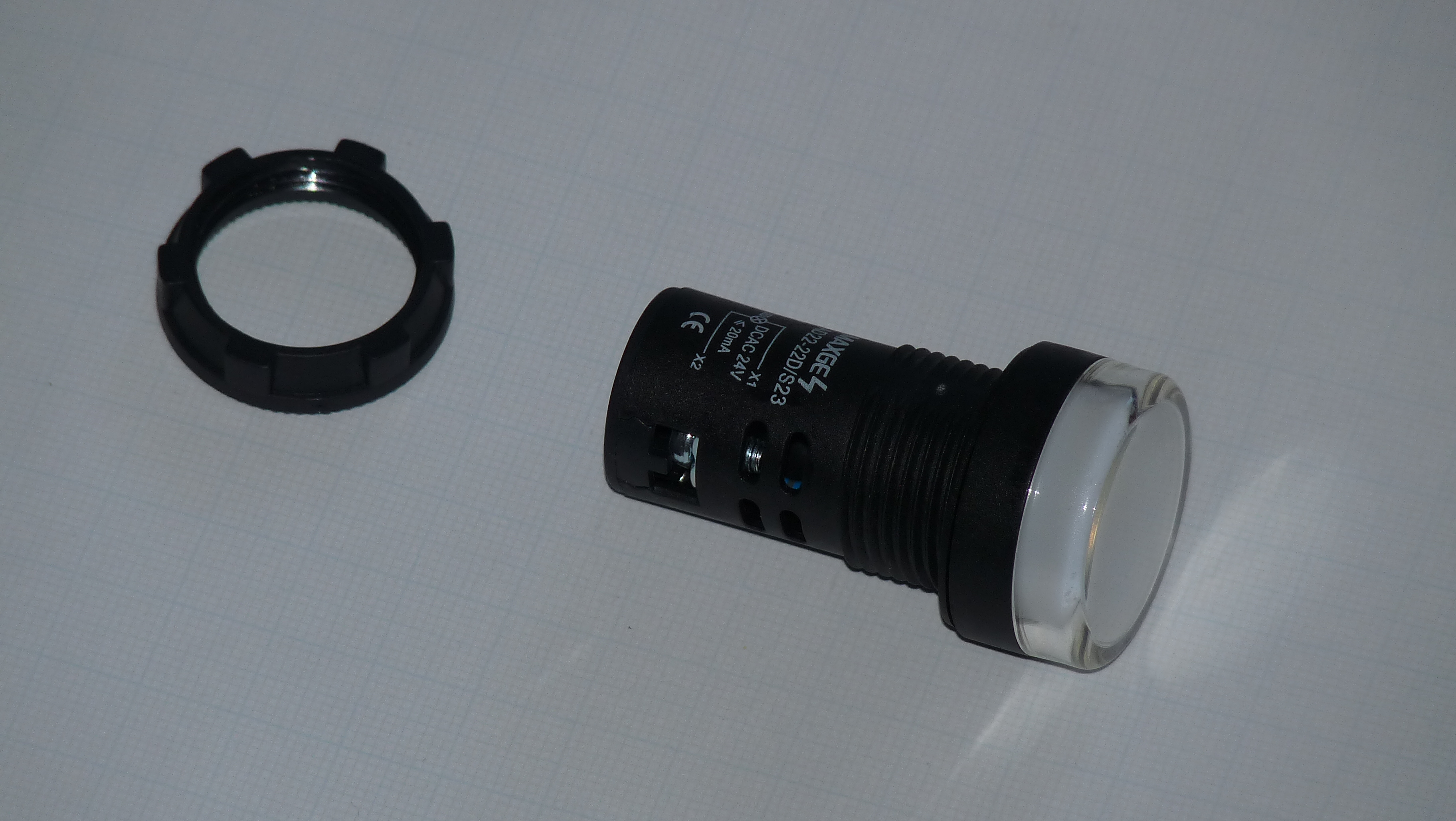
Een (led)signaallampje

Een signaallamp is een licht dat door zijn kleur en toestand een status aangeeft of een commando aanduidt.
Vanouds dient een gloeilamp als signaallamp, vaak voorzien van gekleurd glas. Ook paste men voor dit doel neonlampjes toe. Tegenwoordig worden voornamelijk leds gebruikt, die veel robuuster zijn en van zichzelf al een kleur hebben.
Er bestaat een stilzwijgende norm voor de kleur van een signaallamp:
- rood: gevaar, stop, stand-by
- oranje
- geel
- groen: veilig, ingeschakeld

Extra aandacht kan worden gevraagd door een lamp te laten knipperen.
Deze kleuren zijn bekend bij verkeerslichten en ook bij de seinen langs een spoorlijn. De betekenis is echter niet helemaal dezelfde. Het gele licht bij een verkeerslicht betekent: stoppen indien redelijkerwijs mogelijk, snel doorrijden indien redelijkerwijs niet meer gestopt kan worden. Het gele licht bij de spoorwegen betekent: langzaam rijden, want het volgende sein is rood, of er wordt door een kromliggend wissel gereden.
Deze kleuren worden ook weleens verbaal gebruikt om een gevaar of urgentie aan te duiden, bijvoorbeeld bij stormweer. Men zegt dan bijvoorbeeld "code oranje", wat een groter gevaar aanduidt dan "code geel".
Moderne consumentenelektronica toont meestal een groen lampje in bedrijf en een rood lampje in stand-by. Is het toestel geheel uitgeschakeld, dan wordt er natuurlijk niets getoond. Oudere apparatuur toont in bedrijf vaak een rode led, wat verband kan houden met het feit dat de productie van rode leds eerder mogelijk was dan van andere kleuren.
Op het dashboard van een auto wordt meestal een blauw lampje gebruikt om aan te geven dat het grote licht brandt.